# St Non's Chapel

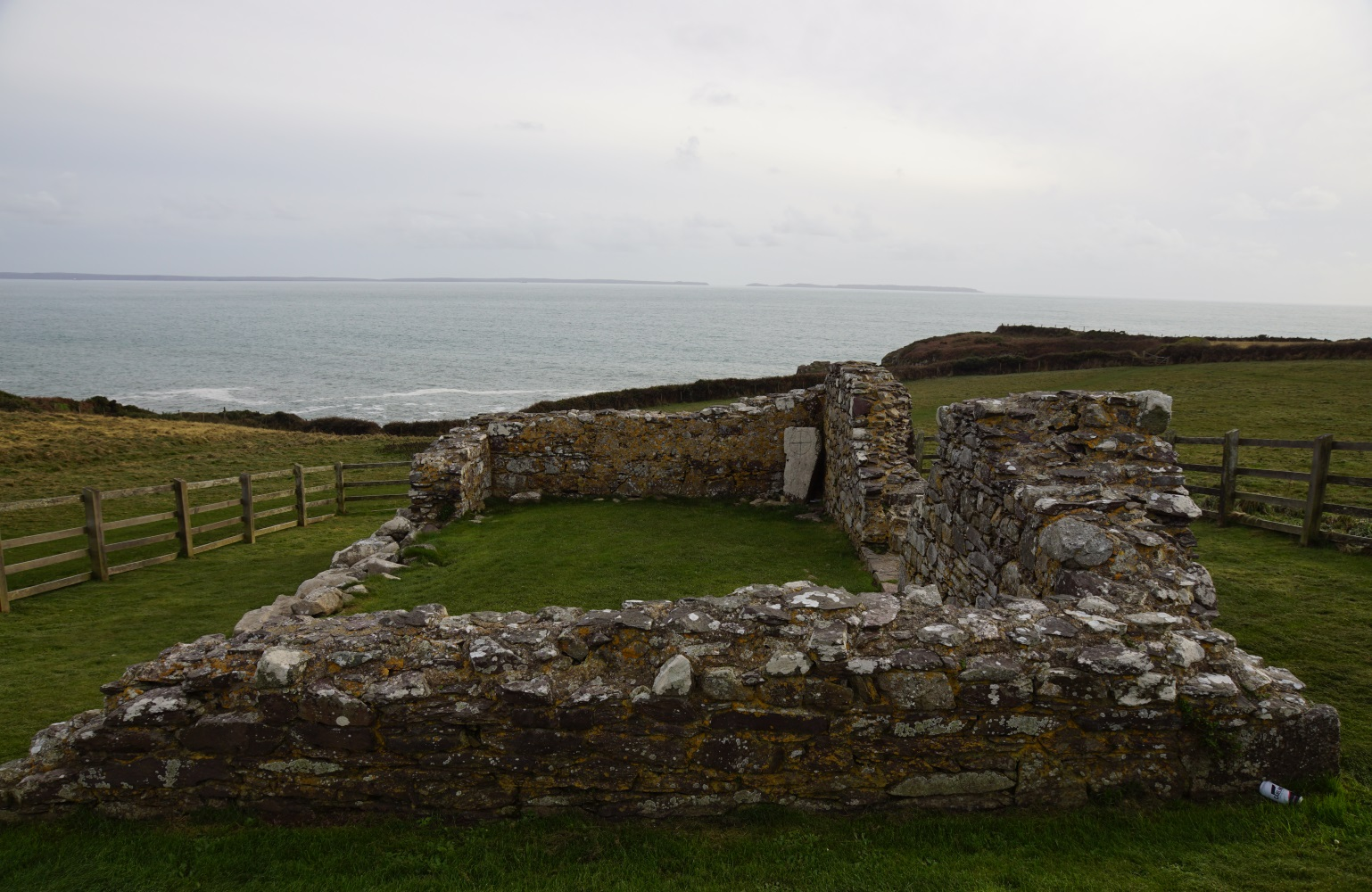
St Non's Chapel gezien vanuit het noorden. Rechtsachter in de kapel staat St Non's Cross.

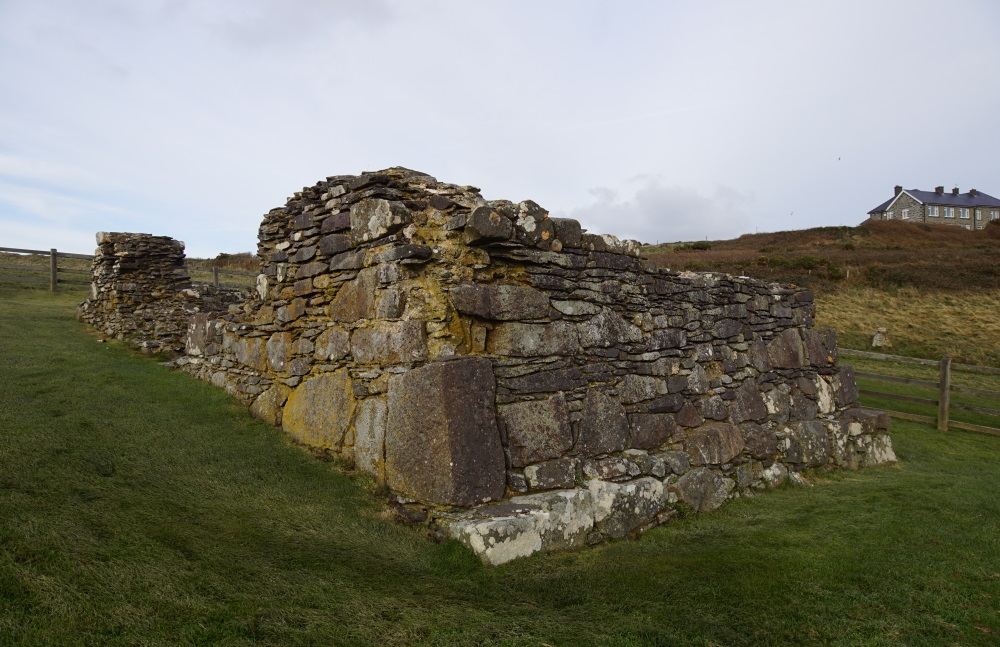
Het massieve metselwerk aan de zuidzijde.

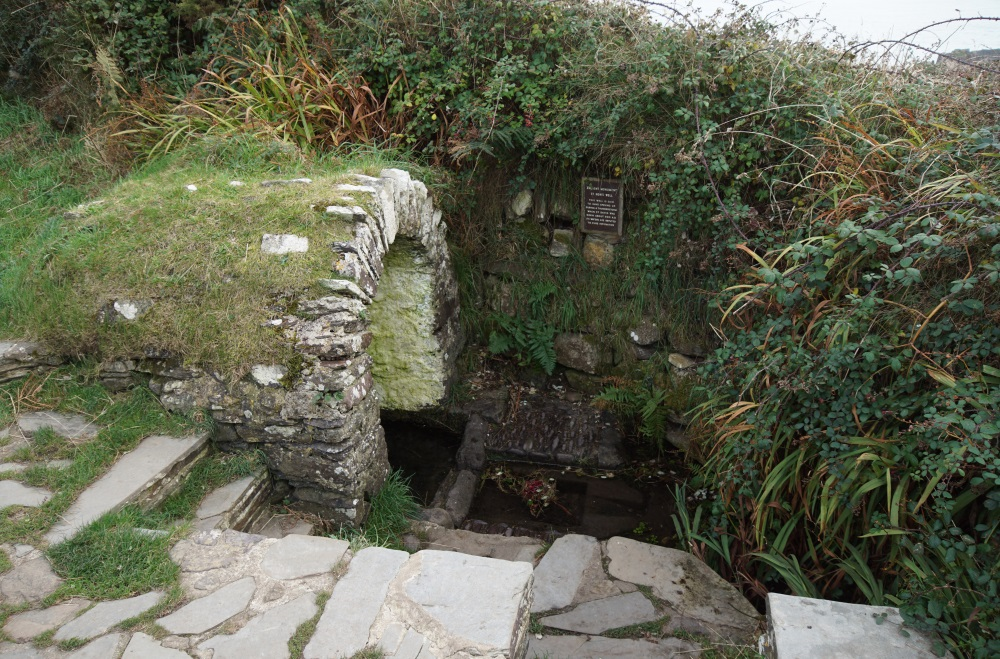
St Non's Well nabij de kapel. De legende vertelt dat deze bron is ontstaan tijdens de storm waarin Sint David werd geboren rond 500.

St Non's Chapel (Kapel van Sint Non) (in Welsh Capel Non), ook Chapel of Blessed Non (Kapel van de Zalige Non) genoemd, is (de ruïne van) een veertiende-eeuwse kapel, gelegen in St Davids in de Welshe regio Pembrokeshire in Groot-Brittannië. De kapel is gewijd aan de Zalige Non, de moeder van Sint David.

## Geschiedenis
De locatie waar St Non's Chapel staat is sinds de middeleeuwen een pelgrimageplaats. Traditioneel wordt deze locatie gezien als de plek waar de beschermheilige van Wales, Sint David is geboren. Non is traditioneel Davids moeder. Traditie vertelt hoe zij verkracht werd door ene Sanctus, een koning van Ceredigion, en David baarde. Op de plek van de geboorte werd een kapel gebouwd waarvan het altaar een steen bevatte waarop de afdrukken van Nons vingers te zien waren; de afdrukken zouden zijn gemaakt ten tijde van de pijnlijke geboorte van David. Deze steen is in de 21e eeuw niet teruggevonden.
De eerste schriftelijke vermelding van St Non's Chapel dateert uit 1335. De kapel bevond zich oorspronkelijk in een steencirkel. Het is onbekend uit welke eeuw de huidige overblijfselen stammen. De kapel is na de reformatie (die begon rond 1560) in onbruik geraakt, werd omgebouwd tot woonhuis, dat in het midden van de negentiende eeuw tot ruïne was vervallen. In de jaren vijftig van de twintigste eeuw zijn de overblijfselen van de kapel geconserveerd en kwamen deze in staatsbeheer.
Ten oosten van de resten van de kapel ligt St Non's Well (de bron van Sint Non). Over deze bron is een gebouwtje opgericht, dat vermoedelijk dateert uit de vroege negentiende eeuw. In de laatzestiende eeuw had de bron reeds een stenen overkapping. In 1951 werd dit gebouwtje gerestaureerd.

## Bouw
St Non's Chapel is gelegen aan de kust van St Non's Bay (Baai van Sint Non). 
St Non's Chapel is een rechthoekig gebouw waar in de 21e eeuw enkel een deel van de muren nog overeind staan. In de kapel bevindt zich een steen met een ingekerfd kruis uit de zevende tot negende eeuw. Deze steen staat bekend als St Non's Cross (Kruis van Sint Non). Deze steen was ooit ingemetseld in de muur, al is het niet zeker of de steen in direct verband stond met de kapel. 
De kapel ligt noord-zuid in plaats van de meer gebruikelijke oriëntering oost-west. Een mogelijke verklaring hiervoor is het feit dat de grond, waarop de kapel gebouwd is, steil afloopt. Het massieve metselwerk aan de zuidzijde ondersteunt deze theorie.
Vlak bij staat de rooms-katholieke Chapel of Our Lady and St Non, gebouwd in 1934 door David Thomas van St Davids.

## Beheer
St Non's Chapel wordt beheerd door Cadw.